# Hermann Strasburger
Hermann Strasburger (* 21. Juni 1909 in Bonn; † 4. April 1985 in Freiburg im Breisgau) war ein deutscher Althistoriker.

## Leben
Hermann Strasburger war der Sohn des Internisten Julius Strasburger und der Enkel des Botanikers Eduard Strasburger. Er zog mit seiner Familie 1913 nach Frankfurt am Main, wo er nach der Reifeprüfung an der Frankfurter Musterschule ein Studium der Geschichte begann. Später wechselte er an die Universitäten Innsbruck und München. 1931 wurde er bei Matthias Gelzer mit der Dissertation Concordia Ordinum. Eine Untersuchung zur Politik Ciceros promoviert und ging 1932 mit einem Lehrauftrag an die Universität Freiburg. Wegen des fehlenden Ariernachweises wurde er jedoch 1934 – wie sein Vater Julius und sein älterer Bruder Eduard Strasburger (Zoologe; 1907–1945) – mit einem Berufsverbot belegt, und es wurde ihm die Habilitation verweigert.
Bis Kriegsausbruch arbeitete Strasburger als Privatgelehrter auf dem Gebiet der Alten Geschichte. Erst nach dem Ende der Zeit des Nationalsozialismus konnte er seine akademische Laufbahn fortsetzen. 1946 habilitierte er sich an der Universität Heidelberg für Alte Geschichte; 1947/1948 vertrat er für zwei Semester das Fach Alte Geschichte an der Universität München. 1948 ging er als Privatdozent an die Universität Frankfurt am Main, wo er 1949 zum außerplanmäßigen Professor ernannt wurde. Nach einem Aufenthalt an der University of Chicago erhielt Strasburger 1955 den Lehrstuhl für Alte Geschichte in Frankfurt (als Nachfolger seines Lehrers Matthias Gelzer). Nach seinem Wechsel nach Freiburg 1963 wurde Franz Georg Maier sein Nachfolger (bis 1967), nach ihm Jochen Bleicken. Strasburger hatte bis zu seiner Emeritierung 1977 den Lehrstuhl für Alte Geschichte in Freiburg inne.
Strasburger war ab 1964 Mitglied der Heidelberger Akademie der Wissenschaften und wurde 1969 in die British Academy berufen.
Einer breiteren Öffentlichkeit bekannt wurde Strasburger vor allem wegen seiner scharfen Kritik an der in Deutschland seit Theodor Mommsen geläufigen Idealisierung Julius Caesars (Caesar im Urteil der Zeitgenossen, 1953), die zu Diskussionen darüber führte, ob man die Schriften des Römers unter diesen Umständen überhaupt noch als Schullektüre verwenden dürfe. Gemeinsam mit Christian Meier gab Strasburger von 1962 bis 1964 Matthias Gelzers Kleine Schriften heraus.
Strasburger war verheiratet mit der Altphilologin Gisela Strasburger (* 1929, † 2014).

## Schriften (Auswahl)
- Concordia Ordinum. Eine Untersuchung zur Politik Ciceros. Borna-Leipzig 1931 (Dissertation, Frankfurt am Main). Nachdruck Amsterdam 1956.
- Ptolemaios und Alexander. Leipzig 1934. Nachdruck Ann Arbor 1980.
- Caesars Eintritt in die Geschichte. München 1938. Nachdruck Darmstadt 1966.
- Caesar im Urteil der Zeitgenossen. In: Historische Zeitschrift. Band 175 (1953), S. 225–264. 2., durchgesehene und ergänzte Auflage Darmstadt 1968.
- Die Wesensbestimmung der Geschichte durch die antike Geschichtsschreibung. Wiesbaden 1966. 2. Auflage 1968. 3. Auflage 1975.
- Zur Sage von der Gründung Roms. Heidelberg 1968.
- Homer und die Geschichtsschreibung. Heidelberg 1972.
- Zum antiken Gesellschaftsideal. Heidelberg 1976.
- mit Jochen Bleicken und Christian Meier: Matthias Gelzer und die römische Geschichte. Kallmünz 1977.
- Ciceros philosophisches Spätwerk als Aufruf gegen die Herrschaft Caesars. Herausgegeben von Gisela Strasburger, Hildesheim/New York 1990 (= Spudasmata, 45). 2., unveränderte Auflage 1999.
- Studien zur Alten Geschichte. Herausgegeben von Walter Schmitthenner, Renate Zoepffel und Gisela Strasburger. 3 Bände, Hildesheim/New York 1982–1990 (= Collectanea, 42).